# Stazione di Settebagni
La stazione di Settebagni è una fermata ferroviaria di Roma situata sulla linea per Firenze. Costituisce il punto terminale della "direttissima" Firenze-Roma.

## Storia
La stazione, originariamente denominata "Sette Bagni", venne attivata il 16 settembre 1900 in sostituzione della vicina fermata di Castel Giubileo contemporaneamente soppressa.

## Movimento
La stazione è servita dai treni della FL1 e della FL3 è composta da 4 binari, due sono chiusi al pubblico (binario 1 e 2) e riservati al passaggio dei treni AV della direttissima Firenze Roma, i binari 3 e 4 sono invece in uso per la FL1 e la FL3 in direzione Fiumicino aeroporto e Poggio Mirteto/Fara sabina/Orte e Cesano Di Roma/La storta Monterotondo, la frequenza di questi collegamenti è ogni 15 minuti nei giorni feriali e 30 minuti nei festivi e nelle ore serali dei feriali. La stazione è posta sulla Linea Lenta Roma-Firenze, vi transitano servizi merci e treni deviati.

## Servizi
La stazione dispone di:
- Biglietteria automatica

## Interscambi
- Fermata autobus